# Скопска железопътна гара
Главната железопътна гара „Скопие“ (на македонска литературна норма: Главна железничка станица „Скопје“) е част от комплекса Транспортен център, който е завършен през 1970-те години.
Има 10 перона, които са поставени на бетонен мост, дълъг 2 километра. Разположена е на 2 километра от центъра на Скопие.

## История
Гарата е проектирана и построена в периода 1938 – 1940 година. По време на земетресението на 26 юли 1963 година е разрушена голяма част от града. Гарата също пострадва от земетресението, като частично е разрушена.
Полуразрушената сграда е запазена и от 1970 година в нея се помещава Музеят на град Скопие.

## Галерия
- Временната железопътна гара след земетресението от 1963
- Временната железопътна гара след земетресението от 1963, виждат се и останките на първоначалната сграда на жп гарата
- Разчистване на руините на срутената жп гара